# Charles Detmar
Charles Detmar (10 août 1904, Paris - 19 août 1946, Arcueil) est un militant politique français d'extrême-droite, devenu policier sous le régime de Vichy dans le cadre du Service de police anticommuniste (SPAC).

## Biographie
Charles Detmar travaille jusqu'en 1932 dans une maison de fourrure, il part ensuite en Indochine comme représentant d'une affaire de commerce général (biscuits, chaussettes). Après un séjour de 7 mois, il rentre en France et est employé aux papeteries Martin jusqu'en 1935, date à laquelle il rentre à la direction commerciale des Tissages de Carnières (Nord). À partir de 1936 il se consacre à la lutte anti-communiste. Il est propagandiste anti-communiste au PPF et se charge du renseignement jusqu'à la déclaration de la guerre. Il est brigadier au 181°RALT. Il reçoit la croix de guerre. Démobilisé le 2 Aout 1940, il rencontre le Colonel Groussard qui lui propose de rentrer au Centre D'information et d'études en qualité de chargé de mission jusqu'à sa dissolution le 23 Décembre 1940. Après avoir été arrêté par les Allemands pour avoir franchi illégalement la ligne de démarcation, il reprend les mêmes fonctions du CIE jusqu'en Juillet 1941 où le Colonel Groussard quitte ses fonctions.
Charles Detmar est chef de rayon dans un grand magasin parisien. Pendant la débâcle, il rencontre un certain capitaine Bardin qui tente de retarder le repli en désordre d'un PC d'artillerie et l'aide à obtenir sa communication avec le PC de l'Armée. Il est alors sous-officier de liaison d'une unité d'artillerie. C'est un homme qui a vécu l'humiliation de la défaite.
Il adhère au PPF de Jacques Doriot.

### Débuts
Il est nommé commissaire de police par le gouvernement de Vichy. Il est chargé, à l'automne 1941, par le secrétaire d’État à l’Intérieur Pierre Pucheu, de diriger une nouvelle police, le SPAC, laquelle, à l'été 1942, deviendra le Service de répression des menées antinationales (SRMAN). Le SPAC/SRMAN est une police parallèle, dont les membres ne font pas partie de l’administration. Il est renforcé, à l'automne 1942, par des policiers professionnels détachés. Son siège est à Paris, 69 rue de Monceau.
Detmar est l'objet d'une tentative de "retournement" de la part du réseau Éleuthère. Il se méfie et la tentative d'en faire un agent double échoue. Néanmoins, un des membres du SRMAN va pouvoir prévenir le réseau des menaces sur certains résistants. Son action durera un an.

### Interventions
Le gouvernement de Vichy a créé le SPAC (Service de Police Anti-Communiste) qui deviendra le SRMAN (Service de répression des menées antinationales) à partir de l'été 1942, dirigé par Charles Detmar, qui a les pleins pouvoirs. Entre autres interventions, le commissaire Detmar lui-même avec trois collègues et trente-six inspecteurs du SRMAN participent au printemps 1944 à la répression des résistants haut-savoyards et, notamment, des maquisards des Glières capturés. Plus encore que certains miliciens, ils se livrent aux pires raffinements de cruauté dans la torture. En effet, depuis la fin février 1944, le bâtiment attenant à la caserne de Galbert à Annecy,  l’Intendance, est le siège du SRMAN qu’on appelle aussi communément la SAC (Section anticommuniste).

Les inspecteurs du SRMAN sont surnommés les « Canadiennes » en raison du vêtement qu’ils portent. Les « Canadiennes » et certains Miliciens, font subir de terribles supplices à plus de deux cent cinquante personnes. 

« La torture est le seul mode d’interrogatoire qui commence par des coups de pied ou de poings. A plusieurs sur un homme entravé, ils se ruent sur commande d’un officier. Le matraquage à coups de nerf de bœuf, ou à coups de barre de fer, les brûlures des parties sensibles, le supplice de la table ou le sel sur les plaies, l’arrachage des ongles et bien d’autres traitements, tous plus barbares les uns que les autres, sont couramment pratiqués »

— Annecy : Assoc. Glières
.
Le commissaire Charles Detmar arrive à Annecy, à la suite de l'enlèvement d’une vingtaine de policiers des Renseignements Généraux par les Résistants dans la vallée de l’Arve. À ses côtés, Fourcade, commissaire principal de la police nationale, Durand, ou bien encore Fournier dit « Patte de homard » grand manieur de matraque, font de la SAC une véritable Gestapo française qui pratiquait, de surcroît une justice expéditive.

## Condamnation
Condamné à mort, il est fusillé au fort de Montrouge le 19 août 1946.

## Sources